# أندي كووي
أندي كووي (بالإنجليزية: Andy Cowie)‏ (11 مارس 1913 في المملكة المتحدة - 19 يناير 1972) هو لاعب كرة قدم بريطاني (وحمل سابقاً جنسية المملكة المتحدة لبريطانيا العظمى وأيرلندا) في مركز نصف الجناح. لعب مع سويندون تاون ونادي أبردين ونادي دندي ورابطة كرة القدم الاسكتلندية الحادية عشر ‏.